# Krajnitsi
Krajnitsi (bulgariska: Крайници) är ett distrikt i Bulgarien.   Det ligger i kommunen Obsjtina Dupnitsa och regionen Kjustendil, i den västra delen av landet, 60 km söder om huvudstaden Sofia.
Omgivningarna runt Krajnitsi är en mosaik av jordbruksmark och naturlig växtlighet. Runt Krajnitsi är det glesbefolkat, med 10 invånare per kvadratkilometer.